# 舒亶
舒亶（1041年—1103年），字信道，號懶堂。明州慈溪（今屬浙江省宁波市）人，北宋大臣、词人。

## 生平
早年受學於樓鬱，治平二年（1065年）進士及第，試禮部第一，授臨海縣尉，思致縝密，張商英稱其才。宋神宗時，除神官院主簿、知制誥，御史中丞。曾與李定劾蘇軾，史稱烏臺詩案。宋徽宗時任龍圖閣待制。著有《西湖引水記》。又能詞，以小令見長。趙萬里輯有《舒學士詞》。

## 延伸阅读
[在维基数据编辑]
 《宋史·卷329》，出自脱脱《宋史》